# Фискальные марки Гонконга

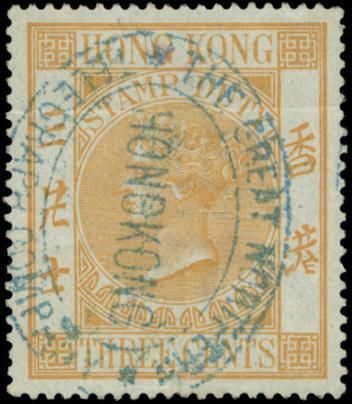
Фискальная марка Гонконга номиналом 3 цента, выпущенная в 1867 г.

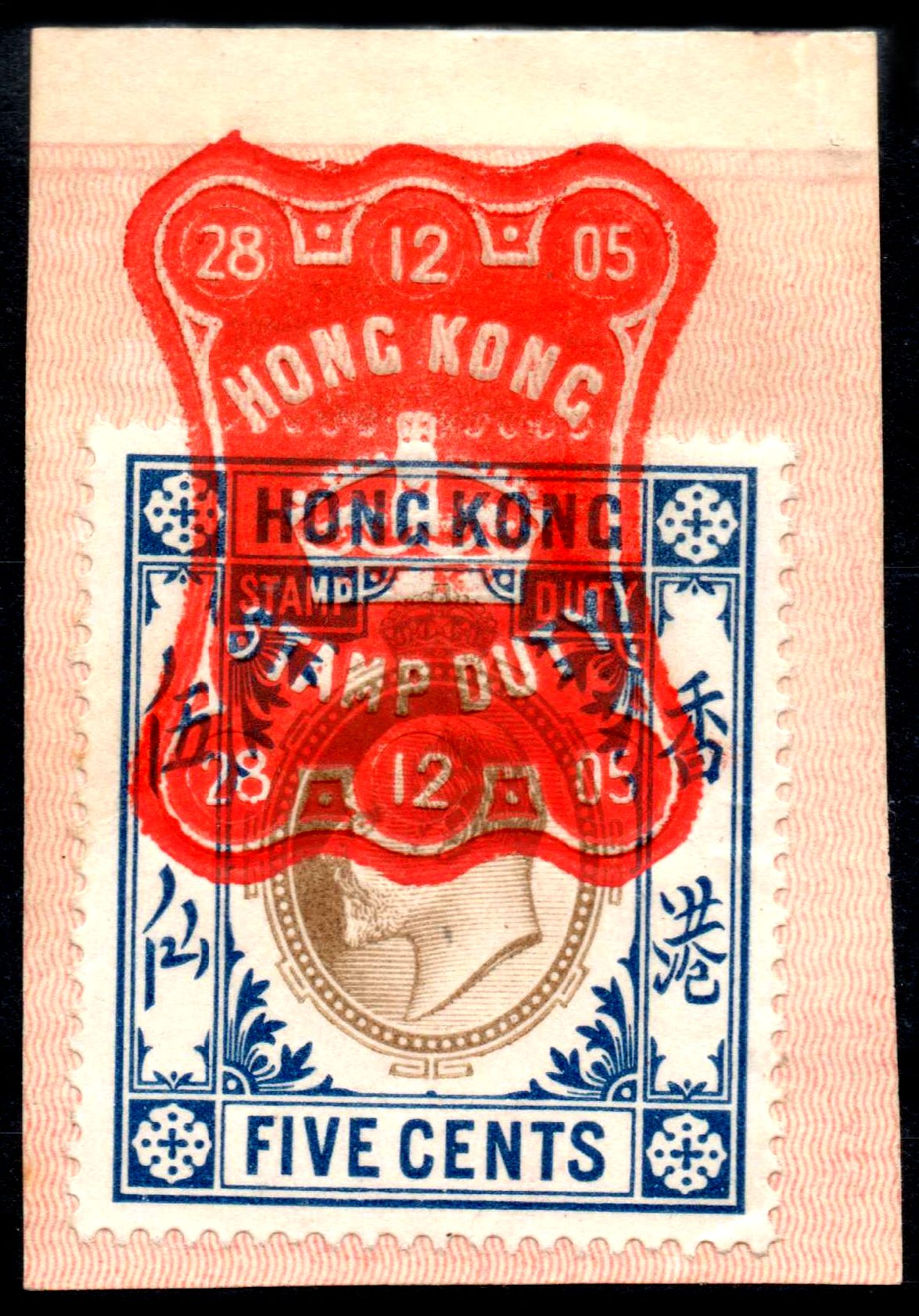
Фискальная марка Эдуарда VII, погашенная рельефным штемпелем

Гонконг выпускал фискальные марки с 1867 года по 1990-е годы, будучи как британской колонией, так и в японской оккупации.

## Гербовый сбор
Первые фискальные марки Гонконга были выпущены в 1867 году. Была эмитирована серия из девяти марок номиналом от 3 центов до 10 долларов с изображением королевы Виктории. В 1873 году дополнительно вышла марка номиналом 2 цента меньшего формата, и это очень редкая марка. В январе 1880 года была сделана надпечатка на марке выпуска 1867 года, которая была действительна как для почтового, так и для фискального обращения. В 1885 году в связи с нехваткой почтовых марок на почтовых марках в качестве провизориев была сделана надпечатка «S.O.» (Stamp Office, «Гербовое ведомство») или «S.D.» («Stamp Duty», «Гербовый сбор»). В 1885 году марки 1867 года были переизданы в новых цветах, причём на этот раз добавились дополнительные номиналы и рисунки. Вплоть до 1898 года делались и другие провизорные надпечатки новых номиналов.
В 1903 году была выпущена новая серия с изображением Эдуарда VII, взошедшего на престол после смерти Виктории двумя годами ранее. Было выпущено двадцать шесть фискальных марок номиналом от 1 цента до 200 долларов, некоторые из них очень редки, а другие встречаются чаще. Марки некоторых номиналов из этой серии были перевыпущены с новым водяным знаком в 1907 году. В 1908 году из-за нехватки почтовых марок на десятицентовых марках была сделана надпечатка для использования их в качестве пятицентовых. Позднее в том же году вместо этих провизориев была выпущена марка с изображением в виде цифры номиналом 5 центов.
В 1912 году вышла новая серия с рисунком, похожим на выпуск 1903 года, но с портретом Георга V, состоящая из марок двадцати трёх номиналов от 5 центов до 200 долларов. В 1921 году этот выпуск и марка с рисунком в виде цифры 1908 года были переизданы на бумаге с другим водяным знаком. В 1933 году был выпущен провизорий номиналом 10 центов.
В 1939 году были эмитированы новые марки с изображением Георга VI. Они известны с различными водяными знаками и зубцовкой; их выпуск продолжался до 1951 года (за исключением периода японской оккупации 1941—1945 годов). Также в 1948 и 1951 годах выпускались провизории в виде надпечаток нового номинала.
В 1953 году на почтовой марке Елизаветы II номиналом 15 центов была сделана надпечатка «STAMP DUTY» («Гербовый сбор»). Год спустя последовала новая серия из марок десяти номиналов от 10 центов до 20 долларов. Во время правления Елизаветы II марка с рисунком в виде цифры 1908 года была вновь переиздана других размеров, с другими водяными знаками и на другой бумаге.
Последний выпуск фискальных марок Гонконга состоялся в 1980 году, когда была выпущена серия из марок тринадцати номиналов от 3 до 1200 долларов. Они широко распространены и легкодоступны. Около 1990 года были сделаны две надпечатки нового номинала на марках этого выпуска.

## Надпечатки для других видов фискальных марок
В период с начала XX века по 1978 год на различных выпусках марок гербового сбора делались надпечатки для других фискальных целей. Первые из них были предназначены для векселей. Существует множество марок с надпечаткой или оттиском резинового штампа «B OF E» или «BILL OF EXCHANGE» («Переводной вексель») в различных форматах. Они продолжали использоваться до тех пор, пока не были изъяты из обращения в 1978 году.
Около 1945 года на выпусках гербового сбора Георга V 1920-х годов была сделана надпечатка «CONTRACT NOTE» («Уведомление о заключении договора»). Они очень редки, поскольку для надпечатки было доступно ограниченное количество марок. Позднее аналогичные надпечатки делались на различных почтовых марках или марках гербового сбора Георга VI. Аналогичные надпечатки были сделаны на почтовых марках Елизаветы II в 1956 году и оставались в обращении до 1970-х годов. Были также выпущены различные провизории с надпечатками нового номинала.
В период с 1946 года по 1948 год были также выпущены четыре почтовые или гербовые марки с надпечаткой «RECEIPT STAMP» («Гербовая марка») или с дополнительной надпечаткой нового номинала.

## Японская оккупация
25 декабря 1941 года британские войска в Гонконге сдались Японии после нескольких дней ожесточенных боев. С 1942 года в Гонконге использовались японские фискальные марки, идентифицировать их можно только по гашениям. В 1943 и 1944 годах на японских почтовых или фискальных марках были сделаны надпечатки для Гонконга. Также были выпущены печатавшиеся в Гонконге марки с новыми рисунками, на которых было изображено либо здание банка HSBC (тогдашнее здание правительства), либо гора Фудзияма.

## Коллекционирование
Фискальные марки Гонконга пользуются популярностью у коллекционеров из Гонконга и Китая. 6 октября 2013 года на eBay была продана марка номиналом 1 цент 1903 года за 7887 долларов. Эта марка очень редка, поскольку известны всего два недавно обнаруженных экземпляра, причём ранее считалось, что она никогда не выпускалась. Поэтому это один из крупнейших раритетов филателии ревеню Британской империи.